# Tony Camonte

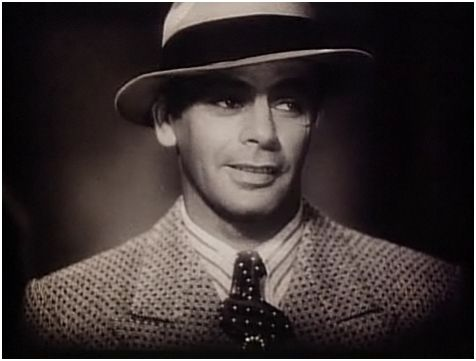
Paul Muni como Tony Camonte

Tony Camonte es un gánster italiano ficticio, protagonista de la novela Scarface y su adaptación cinematográfica de 1932, interpretado por Paul Muni.

## Historia
Entró en el crimen organizado como guardaespaldas del gánster Louis Castillo. Después de asesinarlo, se alió con su rival Jonny Lovo, comenzando así a ascender rápidamente en la jerarquía de la mafia.
Al llegar a la cumbre, asesinó a Lovo. Camonte descubre que su hermana está saliendo con su amigo Guino y lo mata por esto. Por su gran notoriedad la policía intentó arrestarlo, durante esta situación Camonte se atrincheró y al entregarse por intentar un escape fue fusilado.